# Odryses

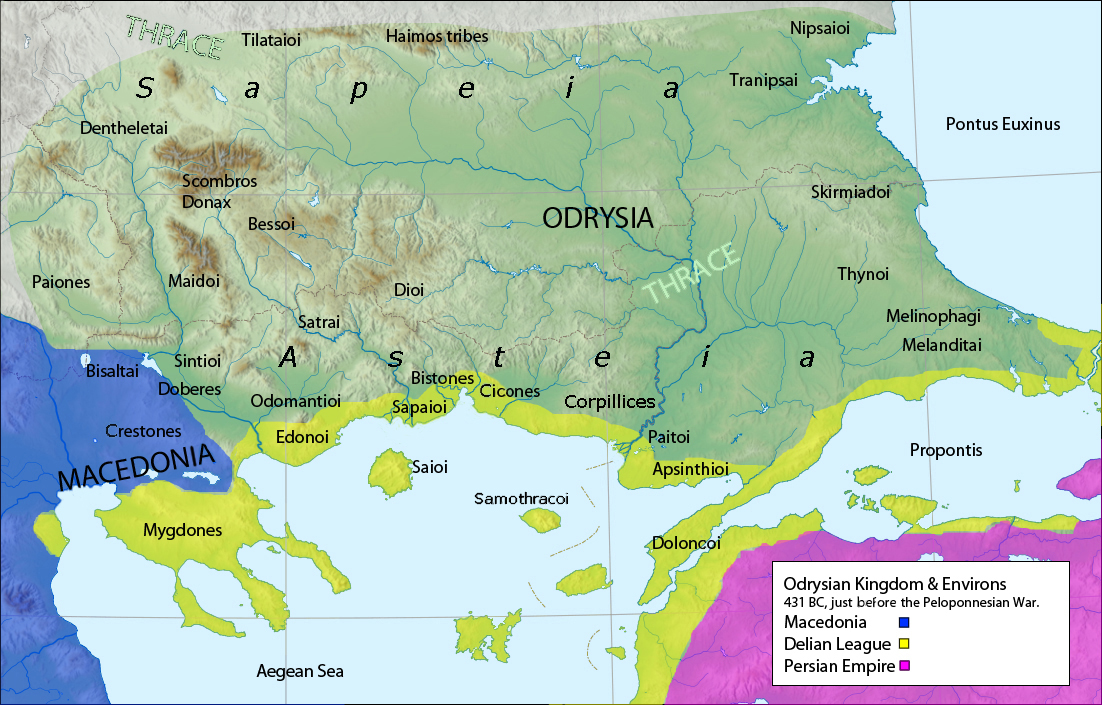
Les peuples thraces dans le sud-est des Balkans

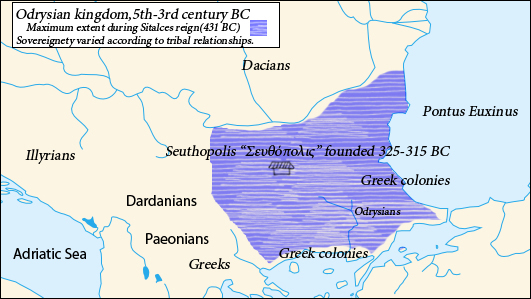
Royaume des Odryses.

Les Odryses étaient un peuple thrace qui, en fédérant plusieurs tribus proches des détroits reliant les mers Égée, Propontide et Pontique, fonda un prospère royaume portant leur nom - royaume des Odryses ou Odrysée - entre le début du IVe siècle av. J.-C. et le milieu du Ier siècle av. J.-C..